# Henna Tanskanen
Henna Tanskanen (* 17. September 1983 in Helsinki als Henna Vänninen) ist eine finnische Schauspielerin

## Leben und Karriere
Tanskanen studierte an der Universität Tampere. Danach setzte sie ihr Studium an der Taideyliopiston Kuvataideakatemia fort. Ihr Debüt gab sie 1999 in dem Film Päivän paistetta. Von 2001 bis 2004 war sie in der Serie Salatut elämät zu sehen. 
2009 erhielt Tanskanen ein Stipendium der Ida Aalberg Foundation. 2010 bekam sie in Ministerin tytär eine Hauptrolle. 
Anschließend trat sie 2014 in Nurses auf. Außerdem wurde 2019 für die Serie Suden hetki gecastet. Im selben Jahr spielte sie in Joulukalenteri: Tonttuakatemia mit. 2023 bekam Tanskanen in dem Film Sisarukset eine Nebenrolle. Sie ist mit dem Schauspieler Lauri Tanskanen verheiratet und hat zwei Kinder.

## Filmografie (Auswahl)
Filme
- 1999: Päivän paistetta
- 2008: Sirkka
- 2008: Sivutyö
- 2012: Siinä näkijä missä tekijä
- 2023: Sisarukset

Serien
- 2001–2004: Salatut elämät
- 2003–2004: Zulu
- 2008: Sitoutumisen alkeet
- 2010: Ministerin tytär
- 2012: Stalkkeri
- 2014: Nurses
- 2019: Suden hetki
- 2019: Joulukalenteri: Tonttuakatemia
- 2021: Karkurit
- 2021: Hautalehto: Kylmä syli